# Hilarion Rubio y Francesco
Hilarion Rubio y Francesco (Bacoor, 21 oktober 1902 – Manilla, 28 december 1985) was een Filipijns componist, muziekpedagoog, dirigent en klarinettist. 

## Levensloop
Rubio y Francesco kwam in contact met de muziek door zijn oom, die in het harmonieorkest van Bacoor speelde. Zijn eerste muzieklessen in solfège en klarinet kreeg hij bij pater Amando Buencamino. Op 8-jarige leeftijd werd hij als klarinettist opgenomen in het harmonieorkest van Bacoor. Kort erna schreef hij zijn eerste compositie "Unang Katas" voor dit harmonieorkest. In zijn highschool-tijd was hij lid van diverse orkesten in de regio en speelde ook in het orkest van het lyrisch theater, in het Trozo harmonieorkest en de Band Moderna in Tondo. Rond 1930 stichtte hij met anderen de "Anak Zapote Band". Hij werd dirigent van de ROTC Band van de University of the Philippines-Conservatory of Music tot hij afstudeerde in 1933. Tijdelijk was hij ook violist en paukenist in het symfonieorkest van de universiteit.
In 1936 werd hij dirigent aan de opera van de Manila Music School en koorleider van het koor Islanders alsook instructeur aan het University of the Philippines-Conservatory of Music. Voor een bepaalde tijd was hij ook docent aan de Buencamino Music Academy, het La Concordia College, het College of the Holy Spirit, het Santa Isabel College, de Laperal Music Academy, de Manila Music School, het St. Theresa's College en de Valencia Academy of Music. In 1944 en 1945 was hij directeur van de Centro University of Music. Tijdens de Tweede Wereldoorlog kon hij gedeeltelijk niet doceren aan de hoge scholen, maar toen gaf hij privélessen en componeerde veel. Verder was hij dirigent van vele militaire en civiele harmonieorkesten. 
Na de oorlog was hij dirigent van het Manilla Municipal Symphony Orchestra. Hij reorganiseerde het UNIDA kerkkoor. Verder werd hij vicevoorzitter van de PASAMBAP, de nationale federatie van Filipijnse harmonieorkesten. Hij was bestuurslid van de federatie van Filipijnse componisten. 
Als componist schreef hij voor verschillende genres inclusief filmmuziek.

## Composities

### Werken voor harmonieorkest
- Bulaklaken thema en variatie voor harmonieorkest
- Dance of Nymphs Rondo
- Florente at Laura, ouverture
- Halik, Danza
- Unang Katas